# 박상훈 (1980년)
박상훈(1980년 1월 10일~) 은 대한민국의 가수, 싱어송라이터, 음악 프로듀서 배우이다. 음악 그룹 멜로브리즈의 일원으로 활동하고 있다. 연기자 박근형의 2남 1녀 중 막내이다. 중학교 1학년 때 오스트레일리아로 유학을 갔고 2006년 귀국했다.

## 디스코그래피

### 멜로브리즈
- 1st Wind (2004)
- Wind: Melo Breez (2005)
- 무드셀라 증후군 (2006)
- Melo Breeze Is Brewing (2008)

## 출연 작품

### 연극
- 《나쁜 자석》(2009)
- 《국화꽃향기》 (2011)

### TV 드라마
- 《이웃집웬수》 (2010)
- 《괜찮아, 아빠딸》 - 신상도 역 (2010 ~ 2011)
- 《판다양과 고슴도치》 - 조견우 역 (2012)
- 《드라마의 제왕》 - 박석현 역 (2012)
- 《황금의 제국》 - 오상부 역 (2013)

### 영화
- 《귀향》 (2009)
- 《헬로》 (2011)

## 학력
- 뉴사우스웨일스 대학교